# Kolumna Maryjna w Nowej Rudzie (pl. Matejki)
Kolumna Maryjna w Nowej Rudzie – kolumna maryjna wybudowana w 1867 r. przez Josepha Pilza przy pl. Matejki w Nowej Rudzie.
Z placu przy kolumnie od 1651 r. do 1940 r. wyruszały pielgrzymki noworudzian do  sanktuarium Matki Bożej w Bardzie. Od 2013 r. reaktywowano tradycję i 6 czerwca 2020 r. odbyła się 296 pielgrzymka. 

## linki zewnętrzne
- Kolumna Maryjna w Nowej Rudzie (pl. Matejki Jana) polska-org.pl